# Moyen Âge central
Le Moyen Âge dit « classique » ou « central », qui s'étend aux XIe, XIIe, XIIIe et XIVe siècles, est la période du Moyen Âge comprise entre le haut Moyen Âge et le bas Moyen Âge.
Cette époque est marquée par une augmentation rapide de la population en Europe, entraînant des changements sociaux et politiques considérables, profitant à l'économie européenne à partir de 1250.
La crise de la fin du Moyen Âge et la pandémie de peste noire marquent la fin du Moyen Âge classique et voient la stagnation de l'économie ainsi que le déclenchement de plusieurs guerres, dont la guerre de Cent Ans. C'est ce que l'on appelle la « grande dépression médiévale », théorisée par le médiéviste Guy Bois, qui marque l'entrée dans le Moyen Âge tardif par opposition avec la Renaissance.

## Contexte historique
Depuis les années 780, l'Europe subit les invasions vikings et devient mieux organisée socialement et politiquement. La renaissance carolingienne conduit à une renaissance scientifique et philosophique de l'Europe. Les premières universités sont établies à Bologne, à Modène en Italie et à Paris en France. Les Vikings se sont installés dans les îles Britanniques, en France et ailleurs, tandis que les royaumes chrétiens nordiques s'installent en Scandinavie. Les Magyars cessent leur expansion territoriale au Xe siècle, et en l'an 1001, le royaume de Hongrie est fondé en Europe centrale, formant des alliances avec des puissances régionales. À l'exception des brèves invasions mongoles, les conflits militaires majeurs cessent.

## Le Moyen Âge central

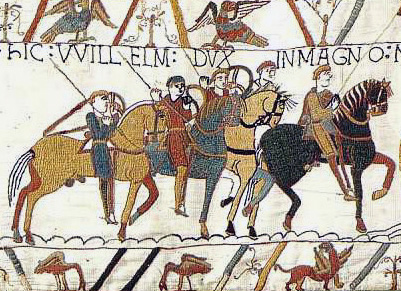
Morceau de la tapisserie de Bayeux (France), 1066, qui représente les guerres franco-anglaises.

Au XIe siècle, les populations au nord des Alpes commencent à émigrer vers de nouvelles terres, dont certaines étaient retournées à l'« âge du fer » après la chute de l'Empire romain. Les vastes forêts et marais d'Europe sont défrichés et exploités. Dans le même temps, la chute de l'Empire carolingien voit la naissance du royaume de France à l'ouest et du Saint-Empire romain germanique à l'est. L'Église catholique puissante appelle à une série de croisades contre les Seldjoukides, qui occupaient la Terre sainte, menant à la fondation des États latins d'Orient. D'autres guerres sont menées par les souverains chrétiens contre les Maures dans la péninsule ibérique, c'est la « Reconquista ». Les Normands colonisent le sud de l'Italie (voir Conquête normande de l'Italie du Sud).
La redécouverte au XIIe siècle de l'œuvre d'Aristote, et plus généralement des auteurs grecs, en partie grâce à des traductions de leurs œuvres en latin à partir de l'arabe, ou directement à partir du grec, conduit à une période de renouveau connue sous le nom de renaissance du XIIe siècle. Elle a amené Thomas d'Aquin et d'autres penseurs à développer la philosophie de la scolastique, conçue comme une réconciliation du christianisme et de la philosophie d'Aristote.
En architecture, la période est fortement marquée par la floraison de l'architecture romane aux XIe et XIIe siècles puis gothique aux XIIe et XIIIe siècles. Les cathédrales les plus remarquables ont été construites ou commencées durant cette période, auxquelles il faut ajouter de nombreuses abbayes. Des milliers de villages se sont dotés d'une église en pierre, parfois monumentale, tandis que des châteaux forts sont construits dans presque chaque seigneurie.

## L'Église, la société et la culture

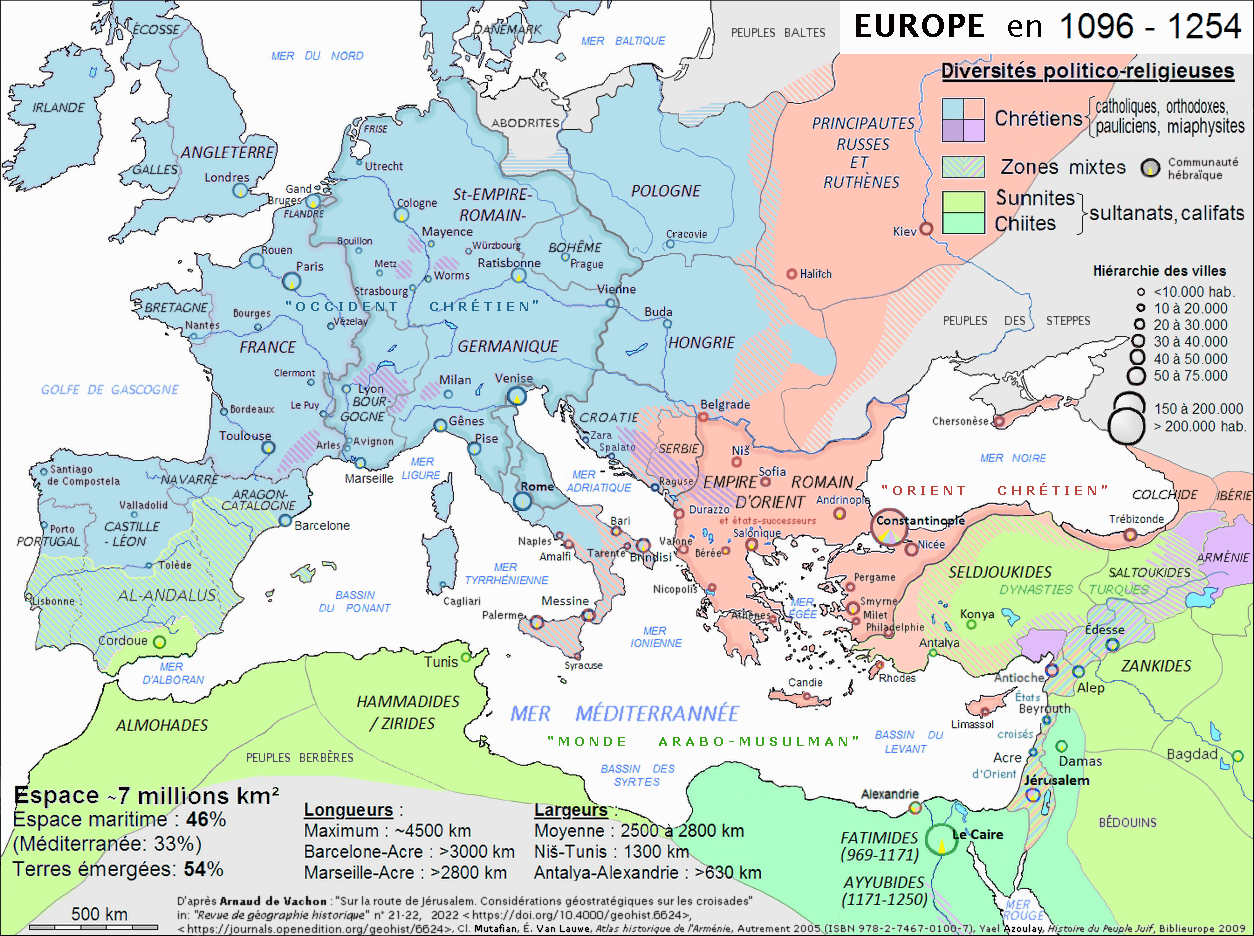
L'Europe au temps des croisades.

La véritable grandeur des XIe – XIIIe siècles en Occident réside dans le domaine culturel, dans cette vision grandiose d'une unification du monde autour d'une synthèse entre la foi et la raison. Les penseurs chrétiens du Moyen Âge central croient que la vérité existe et qu'ils l'ont trouvée, pensant avoir réussi cette synthèse entre les deux seules sources du savoir : la Révélation divine et la Raison, élaborée notamment dans la Somme théologique de Thomas d'Aquin (1266-1273]. Toute l'histoire culturelle des XIe – XIIIe siècles tourne autour de cette élaboration, qui culmine avec la grande scolastique au XIIIe siècle.
Ce renouveau culturel s'accompagne de la création des premières universités médiévales en Occident (Bologne, Oxford, Paris, Cambridge, Salamanque…), où l'on commence à enseigner la scolastique.